# Феоктист (Блажевич)
Митрополи́т Феокти́ст (нем. Metropolit Theoktist, в миру Теодор Блажевич, нем. Teodor Blažewicz, рум. Teodor Blajevici; 23 февраля 1807, Тисовец, Буковинский округ, Королевство Галиции и Лодомерии, Австрийская империя — 27 июня 1879, Черновцы, Герцогство Буковина, Австро-Венгрия) — церковный деятель, митрополит Буковинский и Далматийский.

## Биография
Федор Блажевич родился 7 марта (по старому стилю — 23 февраля) 1807 года в семье священника в селе Тисовец на Буковине (ныне Сторожинецкий район, Черновицкая область).
Окончил гимназию в Сучаве. После окончания философского курса и семинарии в Черновцах женится, его рукополагают в сан диакона (1832), а через некоторое время и в сан священника, после чего его направляют на службу в приход села Просикуряни.
После смерти жены (1837) поступает в монастырь и принимает постриг с именем Феоктист. В монастыре он исполняет послушание духовника, за что его в 1856 году возводят в чин протосинкелла.
С 1857 года Блажевич назначен ректором Черновицкой духовной семинарии. В 1863 году становится игуменом Монастыря Драгомирна, а через год возводиться в сан архимандрита. В 1874 году становится консисторским архимандритом и генеральным викарием Буковинской митрополии.
Императорским декретом от 22 марта 1877 года назначен митрополитом Буковинским. 15 мая 1877 года его рукоположил митрополичий синод в церкви Святой Троицы в Вене. Его интронизация состоялась 3 июня 1877 года в черновицком кафедральном соборе.
30 июня 1877 назначен пожизненным членом Палаты господ Райхсрата (как высокий церковный чин), не принял присяги.
Первый буковинский митрополит Евгений (Гакман) твердо отстаивал мнение, что православная церковь должна одинаково уважать права как славян, так и румын. Во времена правления митрополита Гакмана в буковинской православной церкви происходили положительные изменения, которые учитывали интересы обоих народов. В 1871 году издано распоряжение об уравнивании в правах русского и румынского языков, а в 1873 году после смерти митрополит Евгения (Гакмана), это же постановление было повторно подтверждено в Окружном послании консистории Буковины, опубликованное в этом же году в 17 номере «Листка распоряжений консистории» за подписями Феоктиста Блажевича и Василия Продана. Итак, распоряжение открывало широкие возможности для уравнивания русского и румынского языков в православной церкви.
27 июня 1879 митрополит Феоктист умер, его прах похоронен в митрополичьей гробнице на городском кладбище Черновцов.